# 黒川嘉兵衛
黒川 嘉兵衛（くろかわ かへえ）は、江戸時代末期（幕末）の武士（旗本）。諱は雅敬。

## 経歴
嘉永6年（1853年）浦賀奉行組頭として黒船来航に対処したのを皮切りに、翌嘉永7年（1854年）の再来航に際しても交渉事務を担当し、下田奉行組頭も歴任する。しかし安政5年（1858年）より始まった安政の大獄によって免職させられ、差控となった。
文久3年（1863年）一橋家に用人見習として取り立てられ、翌文久4年（1864年）には番頭兼用人となり、以後は一橋家側用人・平岡円四郎らとともに徳川慶喜の政治活動を補佐した。慶応2年（1866年）にいったん失脚して一橋家を致仕したが、慶応4年（1868年）再び慶喜に仕え、鳥羽・伏見の戦いに敗れて謹慎する慶喜の助命嘆願のために上洛し、同年2月には目付となった。晩年は京都で過ごした。
下田奉行のころ、黒船に乗りこんで密航を企てた吉田松陰を尋問したことでも知られる。
嘉永7年（1854年）、マシュー・ペリーの配下の写真家エリファレット・ブラウン・ジュニアによって撮影された黒川の銀板写真は、外国人が日本国内で日本人を撮影した現存最古の写真の一枚として、2006年に重要文化財に指定された。

## 関連作品
テレビドラマ
- 雄気堂々（テレビドラマ、NHK、1982年、演：津嘉山正種）
- 花燃ゆ（2015年、NHK大河ドラマ、演：おかやまはじめ）
- 青天を衝け（2021年、NHK大河ドラマ、演：みのすけ）